# Howard Bay (Antarktika)
Die Howard Bay (in Norwegen Ufsøyvågen) ist eine 3 km breite Bucht an der Mawson-Küste des ostantarktischen Mac-Robertson-Lands. Sie liegt zwischen der Landspitze Byrd Head und der Insel Ufsøy.
Teilnehmer der British Australian and New Zealand Antarctic Research Expedition (1929–1931) unter der Leitung des australischen Polarforschers Douglas Mawson entdeckten sie im Februar 1931. Mawson benannte sie nach Alf Howard (1906–2010), Hydrologe bei dieser Forschungsreise.